# Лосантвил (Индијана)
Лосантвил (енгл. Losantville) град је у америчкој савезној држави Индијана.

## Демографија
По попису из 2010. године број становника је 237, што је 43 (-15,4%) становника мање него 2000. године.
| Група             | 2000.        | 2010.       |
| Белци             | 280 (100,0%) | 230 (97,0%) |
| Афроамериканци    | 0 (0,0%)     | 0 (0,0%)    |
| Азијати           | 0 (0,0%)     | 0 (0,0%)    |
| Хиспаноамериканци | 0 (0,0%)     | 0 (0,0%)    |
| Укупно            | 280          | 237         |